# اکس‌کیوسی
فِلیکس لَنگِیل (به انگلیسی: Félix Lengyel) (زاده ۱۲ نوامبر ۱۹۹۵) که با نام مستعار آنلاین xQc شناخته می‌شود، محتواساز آنلاین، بازیکن سابق حرفه ای اورواچ و استریمر فرانسوی-کانادایی در وبسایت توییچ است که در آمریکا اقامت دارد.
او در مسابقه‌ی لیگ اورواچ برای تیم دالاس فیول (Dallas Fuel) و سپس برای تیم گلادیاتور لیجن (Gladiators Legion) بازی کرد. او همچنین برای تیم کانادا در سال‌های ۲۰۱۷ و ۲۰۱۸ و ۲۰۱۹ بازی کرده.
او هم‌اکنون استریمر تمام وقت در توییچ است.

## حرفه

### ورزش الکترونیکیاورواچ(Overwatch League)

#### تیم Denial eSports
در ابتدا او فعالیت خود را به عنوان بازیکن اصلی دسته تانک در تیم اورواچ کیو (Overwatch Q) آغاز کرد که بعداً توسط سازمان Denial eSports انتخاب شد.

#### تیم Arc 6
پس از بازی در تیم Denial eSports، لَنگِیل و سایر اعضای این تیم تحت نام YIKES با هم بازی کردند، که بعداً به Arc 6 تغییر یافت. آنها پس از کسب مرحله مقدماتی، در فصل صفر لیگ Overwatch Contenders بازی کردند اما در مرحله نهایی در مرحله گروهی حذف شدند. 

#### تیم Dallas Fuel
در تاریخ ۲۸ اکتبر ۲۰۱۷، تیم دالاس فوئل اعلام کرد که لَنگِیل به عنوان نهمین بازیکن خود به لیست آنها می‌پیوندد.
او چندین بار با این تیم بازی کرد اما پس از اظهارات ضد هم‌جنس‌گرایانه در هنگام استریم به بازیکن رقیب تیم مقابل به اسم «موما» از تیم هوستون اوت‌لاو، او به تعداد چهار مسابقه توسط اورواچ لیگ تعلیق و به دلیل دلیل نقض آئین‌نامه رفتاری، ۲۰۰۰ دلار جریمه شد.
با این حال، او توانست به بازی در لیگ برگردد، اما بعد از مدتی، به دلیل ارسال یک شکلک (ایموجی) توییچ در چت که توسط بسیاری نژاد پرستانه و تحقیرآمیز نفسیر شد، از این تیم اخراج شد

#### تیم GOATS
پس از آن، لَنگِیل گفت که قصد دارد از بازی حرفه‌ای استراحت کند و بازنشسته شود تا یک استریمر تمام وقت شود. وی قبل از تصمیم‌گیری برای بازگشت به عرصه بازی حرفه ای، بازی با تیم GOATS را ادامه داد.

#### تیم Gladiators Legion
در فوریه سال ۲۰۱۹ اعلام شد که او به عنوان بازیکن جایگزین در دسته تانک به تیم گلادیاتورها لژیون پیوسته، تیم آکادمی گلادیاتورهای لس آنجلس در لیگ Overwatch Contenders به رقابت می‌پرداخت. (این لیگ در واقع کوچکتر از لیگ اورواچ است) در اواخر سال ۲۰۱۹، این تیم اعلام کرد که دیگر آنها در این لیگ بازی نمی‌کنند.

## حرفه بین‌المللی

### جام جهانی اورواچ ۲۰۱۷
لَنگِیل در رقابت‌های انتخابی جام جهانی اورواچ ۲۰۱۷ برای کشور کانادا بازی کرده. آنها پس از مسابقه با کشور هلند با نتیجه ۳–۰ به جام جهانی راه یافتند. این تیم به نیمه نهایی راه یافت اما از کشور کره جنوبی شکست خورد.  لَنگِیل با ارزش‌ترین بازیکن این رویداد معرفی شد.

### جام جهانی اورواچ ۲۰۱۸
در جام جهانی ۲۰۱۸ اورواچ، لَنگِیل به عنوان بازیکن اصلی دسته تانک در تیم کانادا بازی کرد. چند ماه قبل از جام جهانی، جاستین «جین» کروئی سرمربی تیم کانادا در استریم توییچ خود اعلام کرد که لَنگِیل بدون پیوستن به روند داوری منظم، به عضویت تیم ملی کانادا خواهند آمد. وی در مرحله گروهی لس آنجلس بازی کرد و مقام دوم را کسب کرد. تیم کانادا توانست تا مرحله یک چهارم نهایی پیش برود.
در ژوئیه سال ۲۰۱۹، تیم کانادا اعلام کرد که لنگیل به عنوان دسته تانک اصلی باز خواهد گشت.

## حواشی و جنجال‌ها

### تعلیق حساب شخصی
او جنجال‌های مهمی در لیگ اورواچ دارد. حساب وی به دلیل نقض قوانین «شرایط استفاده» شرکت بلیزارد انترتینمنت دو بار به حالت تعلیق درآمده.
اولین بار در نوامبر سال ۲۰۱۷ رخ داد، جایی که لَنگِیل در وسط بازی رقابتی اورواچ، کاربری را مرتباً گزارش می‌کرد. حساب اورواچ وی به دلیل «سوء استفاده از سیستم گزارشگری» به مدت ۷۲ ساعت به حالت تعلیق درآمد. لَنگِیل به دلایل ظاهراً «نامعتبر» از سیستم گزارش دهی درون بازی برای گزارش دهی بازیکنان استفاده کرده بود. او بازیکنی را به دلیل عوض نکردن یک قهرمان، گزارش داده بود.
در هنگام استریم در دسامبر سال ۲۰۱۷، لَنگِیل یک بازی رقابتی اورواچ را عمداً باخت (یا به اصطلاح Throw کرد). شرکت بلیزارد با تعلیق هفت روزه اکانت وی پاسخ داد. در نهایت لَنگِیل ویدئویی را منتشر کرد و علناً از رفتار خود عذرخواهی کرد.
در ۱۱ اوت ۲۰۱۸، حساب کاربری لَنگِیل یک بار دیگر به دلیل نقض و سوء استفاده از «خط مشی» تعلیق شد. ظاهراً او چندین بار توسط کابران داخل بازی به دلیل «توهین» گزارش شده بود. جام جهانی اورواچ هشدار رسمی برای تعلیق او از جام جهانی صادر کرد، اما در نهایت به او اجازه بازی داده شد.

### تعلیق‌های او در لیگ اورواچ
در طول مدت حضور خود در تیم دالاس فوئل، حساب لَنگِیل دو بار به حالت تعلیق درآمد. اولین تعلیق او پس از از باختن تیم دالاس فوئل در مقابل هولستون اوت‌لا اتفاق افتاد.
لَنگِیل اظهارات هوموفوبیا (همجنس‌گراهراسی) را نسبت به بازیکن هوستون اوت‌لا به نام «موما» کرد. (موما قبلاً اعلام کرده بود که همجنس‌گرا است) در نهایت لیگ اوراوچ ۲۰۰۰ دلار لَنگِیل را جریمه کرد و او را برای ۴ مسابقه به حالت تعلیق درآورد.
لَنگِیل مجدا به دلیل استفاده از شکلک TriHard (که در این شکلک یک فرد سیاه‌پوست در حال خنده است) به تعلیق درآمد. او این شکلک را اشاره به سیاه‌پوست بودن مجری صحنه به اسم Malik Forté و تحقیر کردن او فرستاد. این حرکت وی با واکنش بسیاری در شبکه‌های اجتماعی و استریم شخصی او داشت.  این بار، لَنگِیل جریمه ۴۰۰۰ دلار دریافت کرد و به مدت چهار مسابقه به حالت تعلیق درآمد.
در ۱۱ مارس ۲۰۱۸، دالاس فوئل اعلام کرد که تیم و لَنگِیل راه‌های مشترکی برای ادامه دادن با یکدیگر دارند، اما در نهایت لَنگِیل از تیم دالاس فوئل خارج شد. 
در یک مصاحبه، لنگیل گفت که اگرچه دوست دارد در سطح حرفه ای بازی کند، اما از ایجاد محتوا در توییچ بیشتر لذت می‌برد. همچنین او گفت اگر پیشنهاد بازی دوباره در یک تیم حرفه ای را دریافت کند، قبل از تصمیم‌گیری باید مدتی راجع به آن فکر کند.